# Flordell Hills
Flordell Hills és una població dels Estats Units a l'estat de Missouri. Segons el cens del 2000 tenia 931 habitants.

## Demografia
Segons el cens del 2000, Flordell Hills tenia 931 habitants, 367 habitatges, i 245 famílies. La densitat de població era de 3.267,8 habitants per km².
Dels 367 habitatges en un 37,9% hi vivien nens de menys de 18 anys, en un 26,7% hi vivien parelles casades, en un 35,1% dones solteres, i en un 33% no eren unitats familiars. En el 27,5% dels habitatges hi vivien persones soles el 7,9% de les quals corresponia a persones de 65 anys o més que vivien soles. El nombre mitjà de persones vivint en cada habitatge era de 2,54 i el nombre mitjà de persones que vivien en cada família era de 3,1.
Per edats la població es repartia de la següent manera: un 31% tenia menys de 18 anys, un 9,2% entre 18 i 24, un 32,3% entre 25 i 44, un 19,5% de 45 a 60 i un 7,8% 65 anys o més.
L'edat mediana era de 32 anys. Per cada 100 dones de 18 o més anys hi havia 70,3 homes.
La renda mediana per habitatge era de 31.875 $ i la renda mediana per família de 34.063 $. Els homes tenien una renda mediana de 29.750 $ mentre que les dones 23.889 $. La renda per capita de la població era de 14.539 $. Entorn del 19,4% de les famílies i el 21% de la població estaven per davall del llindar de pobresa.

## Poblacions més properes
El següent diagrama mostra les poblacions més properes.